# Lenax
Lenax ist eine französische Gemeinde mit 250 Einwohnern (Stand: 1. Januar 2022) im Département Allier in der Region Auvergne-Rhône-Alpes (vor 2016 Auvergne); sie gehört zum Arrondissement Vichy und zum Kanton Dompierre-sur-Besbre.

## Geographie
Lenax liegt etwa 53 Kilometer südöstlich von Moulins am Rand der Landschaft Bourbonnais. Umgeben wird Lenax von den Nachbargemeinden Le Donjon im Nordwesten und Norden, Neuilly-en-Donjon im Nordosten, Le Bouchaud im Osten, Montaiguët-en-Forez im Süden sowie Loddes im Westen. 

## Bevölkerungsentwicklung
| Jahr                       | 1962 | 1968 | 1975 | 1982 | 1990 | 1999 | 2006 | 2011 | 2019 |
| Einwohner                  | 538  | 510  | 421  | 404  | 360  | 296  | 255  | 249  | 242  |
| Quellen: Cassini und INSEE |      |      |      |      |      |      |      |      |      |

## Sehenswürdigkeiten
- Kirche Saint-Martin

Siehe auch: Liste der Monuments historiques in Lenax

## Weblinks

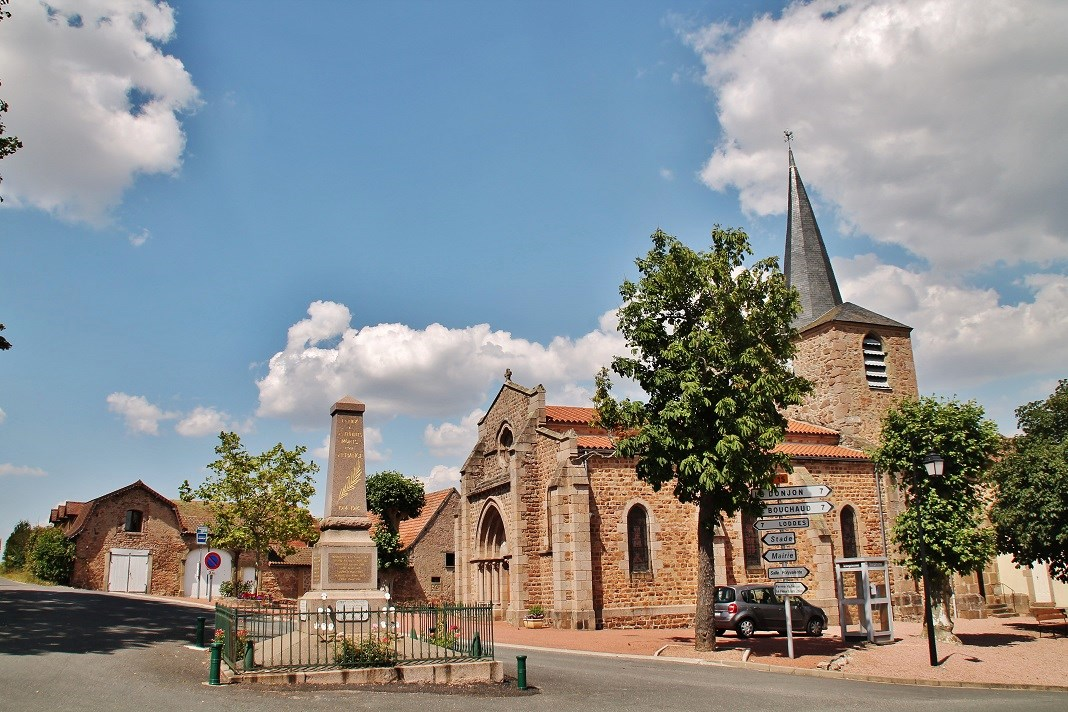
Kirche St-Martin